# Бунакен (национальный парк)
Бунакен (индон. Taman Nasional Bunaken) — национальный парк в Индонезии.
Бунакен — морской парк в районе одноимённого острова, имеющий статус национального. 97 % площади — подводный мир юго-востока моря Сулавеси, 3 % — на несколько островов, включая Бунакен и Манадо-Туа. Глубина моря между островами составляет 200—1840 м.
Национальный парк был образован в 1991 году, став первым морским парком Индонезии. Расположен он практически в центре Кораллового треугольника. В водах парка обнаружено около 390 видов кораллов, в которых обитает множество рыб, моллюсков и прочих представителей животного мира.
Богатый подводный мир привлекает дайверов. В 2000-е посещаемость парка оценивалась в 35 тыс. туристов в год.
Морские водоросли представлены видами Caulerpa, Halimeda и Padina pavonica, встречаются морские травы Thalassia и Thalassodendron. В водах обитает около 2000 видов рыб, среди которых морские коньки, сколопсы, жёлто-синий луциан, императорский ангел и другие. Среди моллюсков типичны наутилус, гигантская треуголка и асцидии.
На островах парка произрастают пальмы, в основном саговые и кокосовые. В мангровых зарослях — виды соннератии и ризофоры. Утверждается, что в водах Бунакена больше видов кораллов, чем на Гавайских островах, а 70 % видов тропических рыб Индийского и Тихого океанов можно встретить в море Сулавеси.
В 2005 году Индонезия включила морской парк Бунакен в кандидаты в список Всемирного наследия ЮНЕСКО. Всемирный фонд дикой природы оказывает природоохранную поддержку в национальном парке в рамках Плана действий по морскому экорегиону Сулу-Сулавеси.

## Галерея
- Подводный мир
- Вулканический остров Манадо-Туа
- Остров Бунакен
- Косяк рыб Platax boersii